# Позаконазол
Позаконазол — синтетический противогрибковый препарат группы триазолов. Одобрен для применения: США (2006), Россия.

## Показания
Инъекции для пациентов с 18 лет, таблетки для пациентов с 13 лет:
профилактика инвазивного аспергиллёза и кандидоза.
Суспензия — для лечения орофарингеального кандидоза.